# Cajo Brendel
Carel Johan Brendel (Den Haag, 26 oktober 1915 – 25 juni 2007) was een Nederlandse radencommunist.
Brendel kwam al snel onder de indruk van links-socialistische bewegingen als het trotskisme. Hij sloot zich in 1934 aan bij de radencommunistische Groep Internationale Communisten. Na de Tweede Wereldoorlog werkte hij als journalist in Utrecht. In 1952 sloot hij zich bij de Communistenbond Spartacus aan, waar hij met Anton Pannekoek samenwerkte. Vanaf 1965 was hij mede-uitgever van het tijdschrift 'Daad en Gedachte[dode link]'.
Brendel heeft een aantal persoonlijke herinneringen geschreven in het tijdschrift Onvoltooid verleden.
Cajo Brendel is de vader van Carel Brendel.